# 우베 겐스하이머
우베 겐스하이머(독일어: Uwe Gensheimer, 1986년 10월 26일~)는 독일의 핸드볼 선수로 포지션은 레프트윙이다. 현재 독일 분데스리가의 라인네카어 뢰벤과 독일 핸드볼 국가대표팀의 일원으로 뛰고 있다. 독일 핸드볼 대표팀 선수로서 2016년 하계 올림픽에서 동메달을 획득했다.